# Disepalum plagioneurum
Disepalum plagioneurum (Diels) D.M.Johnson – gatunek rośliny z rodziny flaszowcowatych (Annonaceae Juss.). Występuje naturalnie w Wietnamie oraz południowo-wschodnich Chinach (w prowincjach Guangdong, Hajnan i Kuejczou oraz w regionie autonomicznym Kuangsi). 

## Morfologia
PokrójZimozielone drzewo dorastające do 15 m wysokości. Kora ma barwę od brązowej do ciemnoszarej. Młode pędy są owłosione.
LiścieMają podłużny, lancetowaty lub eliptyczny kształt. Mierzą 8–20 cm długości oraz 3–7,5 cm szerokości. Nasada liścia jest klinowa lub zbiega po ogonku. Blaszka liściowa jest o wierzchołku od ostrego do spiczastego. Ogonek liściowy jest mniej lub bardziej owłosiony i dorasta do 5–10 mm długości.
KwiatySą pojedyncze, rozwijają się na szczytach pędów lub naprzeciwlegle do liści. Mierzą 5–10 cm średnicy. Działki kielicha mają owalny kształt, są owłosione i dorastają do 15–20 mm długości. Płatki mają odwrotnie jajowaty kształt i zielonożółtawą barwę, są owłosione, osiągają do 22–40 mm długości. Kwiaty mają zielone, mniej lub bardziej owłosione owocolistki o równowąskich kształcie i długości 1–2 mm.
OwocePojedyncze mają kształt od jajowatego do elipsoidalnego, zebrane w owoc zbiorowy. Są nagie, osadzone na szypułkach. Osiągają 10–16 mm długości i 8–11 mm szerokości. Mają ciemnobrązową barwę.

## Biologia i ekologia
Rośnie w lasach. Występuje na wysokości od 500 do 1600 m n.p.m. Kwitnie od marca do sierpnia, natomiast owoce dojrzewają od września do grudnia.